# Vliegveldbossen
De Vliegveldbossen vormen, samen met Testrik en Kempkesberg, een bosgebied van 471 ha.
De bossen zijn vernoemd naar de Vliegbasis de Peel, ten oosten en ten zuiden waarvan deze bossen liggen. De bossen bestaan voornamelijk uit naaldhout, maar ook heiderestanten komen voor.
Er leven veel roofvogels in dit gebied, dat voornamelijk tot Merselo behoort en eigendom is van de gemeente Venray.